# Beke Zoltán
Beke Zoltán (Fehértemplom, 1911. július 30. – Temesvár, 1994. március 9.) magyar nemzetiségű román válogatott labdarúgó, csatár.

## Pályafutása

### Klubcsapatban
A Temesvári Kinizsi csapatában kezdte a labdarúgást. 1931 és 1940 között a Ripensia Timișoara együttesében szerepelt, ahol négy bajnoki címet szerzett a csapattal. 1942 és 1943 között és az 1946–47-es idényben a CFR Turnu-Severin játékosa volt. Az 1943–44-es idényben a Kolozsvári AC csapatával magyar bajnoki bronzérmet szerzett.

### A válogatottban
1931 és 1938 között hat alkalommal szerepelt a román válogatottban. Részt vett az 1934-es olaszországi világbajnokságon.

## Sikerei, díjai
- Román bajnokság
  - bajnok: 1932–33, 1934–35, 1935–36, 1937–38
  - 2.: 1938–39
  - 3.: 1936–37, 1940–41
- Román kupa
  - győztes: 1934, 1936
- Magyar bajnokság
  - 3.: 1943–44
- Magyar kupa
  - döntős: 1944

## Statisztika

### Mérkőzései a román válogatottban
| Románia | Románia             | Románia  | Románia     | Románia  | Románia       | Románia                | Románia | Románia |
| #       | Dátum               | Helyszín | Hazai       | Eredmény | Vendég        | Kiírás                 | Gólok   | Esemény |
| ------- | ------------------- | -------- | ----------- | -------- | ------------- | ---------------------- | ------- | ------- |
| 1.      | 1935. augusztus 25. | Erfurt   | Németország | 4 – 2    | Románia       | barátságos             | -       | 40'     |
| 2.      | 1936. május 10.     | Bukarest | Románia     | 3 – 2    | Jugoszlávia   | II. Károly király-kupa | -       |         |
| 3.      | 1936. május 17.     | Bukarest | Románia     | 5 – 2    | Görögország   | Balkán-kupa            | -       |         |
| 4.      | 1936. május 24.     | Bukarest | Románia     | 4 – 1    | Bulgária      | Balkán-kupa            | -       |         |
| 5.      | 1937. április 18.   | Bukarest | Románia     | 1 – 1    | Csehszlovákia | Eduard Benes kupa      | -       |         |
| 6.      | 1937. június 10.    | Bukarest | Románia     | 2 – 1    | Belgium       | barátságos             | -       |         |
|         | Összesen            |          |             | 6        | mérkőzés      |                        | 0       | gól     |